# 欧思礼路38号
欧思礼路38号（英語：38 Oxley Road），旧称卡斯托尔，位于新加坡里峇峇利、乌节路附近，一座建于19世纪后期的八居室两层洋房，1940年代至2015年间为新加坡首任总理李光耀的居所。人民行动党的第一次会议就在此处的地下室中举行。
2017年，李光耀的子女李显龙（新加坡第三任总理）、李显扬和李瑋玲之间就其处置爆发争议。李光耀原将房子遗赠给李显龙，李显龙则于2015年以市价将其卖给李显扬，条件是两人将其价值的一半捐给慈善机构。

## 历史
欧思礼路38号建于1898年，由荷兰商人赫尔曼·科尼利厄斯·韦尔鲁普（Hermann Cornelius Verloop）委托建造。房子所在的区域以英国外科医生托马斯·欧思礼（Thomas Oxley）命名，他在 1840 年代后期在该地区拥有一座肉豆蔻种植园。欧思礼路38号毗邻原本有个建筑风格相似的40号洋房，是一对“双子屋”。两栋洋房分别以希腊神话主神宙斯双生子“卡斯托尔”（Castor）和“波卢克斯”（Pollux）命名，40号房子后来被拆除。
这块园地后来被一位名叫马纳塞·梅耶（Manasseh Meyer）的犹太富商收购并改建为以独立式洋房为主的住宅区。这座房子在日本占领期间被其欧洲业主腾空，并由日本平民接管。
李光耀一家在战后开始租下欧思礼路38号居住。1950年，李光耀的妻子柯玉芝搬进了这所房子。1954年，人民行动党的各项会议定期在这里的地下室举行。这座建筑在李光耀担任总理期间一直是他的住所，他的长子、现任总理李显龙也在这里被抚养长大。新加坡于1965年从马来西亚联邦独立后，夫妻俩因保安考量买下房子，这座房子也增加了防御工事和警卫室。
房子据称鲜少进行维护作业。李家雇用了 Teow Seng Hua 先生作为房子的承包商兼管家，负责处理所需的修复和补丁工作。

## 处置风波
2011年，李光耀在接受采访时表示，他希望自己的房子在他去世后被拆除，或者作为家人和后代的封闭私宅。这一观点在他的回忆录和著作中也得到了强调。他的第一份遗嘱是在当年8月立下的，其将遗产（包括Oxley House、Cluny House和其他资产）平均分配给他的三个孩子（李显龙、李显扬和李瑋玲）。
在其2013年12月制定的第七个也是最后一个遗嘱中，李光耀把房子留给了他的长子李显龙，并要求在他住在那里的女儿搬走后拆除房子。
2011年，由于历史原因，这座房子受到了政府就是否保留房子的审议。李光耀当时会见了内阁，并表明了他拆除房子的首选方案。然而，内阁认为由于其所具有的历史意义，这座房子应该被保留下来。
在后来与家人的讨论中，李显龙在国会辩论中引用了父亲同意保留建筑的言辞：“拆除私人生活空间以保护家人的隐私，保留具历史意义的地下餐厅，加固正在腐烂的建筑结构，创造一个新的独立生活区，使房子可供居住。”总理公署公布的文件显示，李显龙的妻子何晶在2012年初通过电子邮件向家人发送了有关房屋翻新的详细计划。她表示如果房子装修后有人反对出租，李显龙一家可以和李瑋玲一起搬进去。同年四月，市区重建局批准了房子的发展申请。李光耀还修改了其遗嘱的两个后续版本，以删除之前的拆除条款。
2012年9月，李光耀以为内阁已为房子的处置作出决定，所以写信给他的律师Kwa Kim Li表示：“虽然它已被列为遗产房屋，但我仍然是它的业主 ··· ··· 内阁反对拆除和重建，因为房子里曾住过两个总理，我和（李显）龙”律师在查证后告诉他这一说法是不正确的。
最终遗嘱于2013年被制定，以恢复他的孩子之间的平等份额。这份遗嘱是对第一份遗嘱的回归，拆除条款由他的儿媳Lee Suet Fern起草。在两兄妹展示的文件中，李光耀在拆除条款的正下方草签，并于2014年1月亲自起草了一份额外的遗嘱，他们声称他的秘书和保镖见证了这一过程。李显扬和李瑋玲也被任命为李光耀遗产的法定执行人。
李光耀逝世后，遗嘱于2015年4月宣读。李光耀的遗产由三兄妹平分，欧思礼路38号由长子继承，并规定李瑋玲可以就个人意愿在此住下去。李显龙认为这最后的遗嘱是在李光耀完全不知情的情况下作出的，但并未通过法律途径追究此事。他于2015年4月23日向时任副总理张志贤提出了有关起草最后遗嘱的疑问。遗嘱的认证于2015年10月通过。
李显龙随后提出以象征性的1元将房子卖给李瑋玲，条件是如果政府稍后收购该物业，任何未来的出售收益将用于慈善事业。她拒绝了这项提议。随后，他的弟弟李显扬接受了李显龙的另一项提议，以市场价格购买它，条件是两人将价值的50%捐赠给慈善机构。李显龙根据这一条款将房子卖给了他的弟弟，后来透露自己已将自己所得的100%捐赠给了慈善机构。然而，在李瑋玲看来，李显龙的言论是具有欺骗性的。作为2015年协议的一部分，据说李显龙在最终遗嘱中认可了拆除条款，并承诺回避政府对这栋房子的一切决定。李显扬和李瑋玲之后质疑为何政府在2016年成立部长委员会讨论此事，为何李显龙就此作出法定声明，意图影响委员会的决定。因李显龙和其弟妹姐妹不再直接交谈，李显龙的私人律师黄鲁胜代表他处理相关事务。
2017年6月14日，李显龙的弟弟李显扬和妹妹李玮玲发表“李光耀的价值观哪去了”（What Has Happened to Lee Kuan Yew's Values）联合声明。声明中指责李显龙“利用总理一职，设法挽留李光耀欧思礼路38号的故居”。报道中称，李玮玲和李显扬曾在2015年公开李光耀遗嘱有关处置故居的内容，“强调父亲在晚年时曾数次要求新加坡政府保证在他去世后拆除故居，以免成为‘供人崇拜的遗迹’”。二人在联合声明中表示对李显龙“失去信心”。
2018年4月2日，四人部长委员会主席、时任副总理张志贤表示，该委员会并未提出任何建议，因为李玮玲仍然住在房子里，此时不需要作出任何决定。他补充说，该决定将由未来的政府做出。委员会提供了三项选择——将欧思礼路38号作为国家古迹予以保留，拆除餐厅（这是人民行动党创始人的会议区）以外的整栋建筑，并将用餐区改造成观景廊，或将其整合为一个研究或遗产中心，或完全拆除和重建欧思礼路38号以供住宅或国家使用。

## 反应
2019年7月，时任副总理王瑞杰声称国会辩论是政府行政透明的一个例子。陈清木称王瑞杰对透明度的理解“有很大缺陷”，并指出在他领导的新加坡前进党在发起期间，欧思礼路事件没有得到妥善解决，因为并非所有了解这个问题的各方，尤其是李显扬，都出席了国会说出他们的看法。

### 发给网络公民的诽谤通知
2019年9月1日，李显龙通过总理公署就发表在时政网站网络公民上的一篇文章致函其编辑许渊臣，重申描述他曾试图违背父亲的意愿保留房子的文章是错误的。在同一封信中，李显龙表示如果他不将这篇文章从这一网站及其面簿页面上撤下并道歉，他将采取法律行动。然而，许渊臣并没有完全遵守上述条款
2019年9月5日，李显龙起诉许渊臣重复李氏兄弟姐妹的言论，批评人士质疑总理将总理公署资源用于处理个人事务。事件升級為誹謗訴訟，许渊臣被判須賠償新幣21萬元，李显龙則將賠償金捐給慈善機構。